# Angleterre-Argentine en rugby à XV
Cet article présente l'historique des confrontations entre l'équipe d'Angleterre et l'équipe d'Argentine en rugby à XV.
Les deux équipes se sont affrontées à vingt-neuf reprises dont quatre fois en Coupe du monde. Les Anglais ont remporté vingt-trois rencontres contre cinq pour les Argentins et un match nul.

## Historique
Le premier match entre l'Angleterre et l'Argentine a eu lieu à Twickenham en 1978, et se termine par un match nul. Il s'agit néanmoins d'une rencontre non-officielle.
Le premier match officiel entre ces deux nations a lieu au même endroit trois ans plus tard, et se résulte à nouveau par une égalité. 

## Confrontations

### Confrontations officielles
| No | Date              | Lieu                                                           | Match                  | Score   | Compétition                                    |
| -- | ----------------- | -------------------------------------------------------------- | ---------------------- | ------- | ---------------------------------------------- |
| 1  | 30 mai 1981       | Ferrocaril Oeste, Buenos Aires — Argentine                     | Argentine – Angleterre | 19 – 19 | Test match                                     |
| 2  | 6 juin 1981       | Ferrocaril Oeste, Buenos Aires — Argentine                     | Argentine – Angleterre | 6 – 12  | Test match                                     |
| 3  | 28 juillet 1990   | Vélez Sarsfield, Buenos Aires — Argentine                      | Argentine – Angleterre | 12 – 25 | Test match                                     |
| 4  | 4 août 1990       | Velez Sarsfield, Buenos Aires — Argentine                      | Argentine – Angleterre | 15 – 13 | Test match                                     |
| 5  | 3 novembre 1990   | Stade de Twickenham, Londres — Angleterre                      | Angleterre – Argentine | 51 – 0  | Test match                                     |
| 6  | 27 mai 1995       | Kings Park Stadium, Durban — Afrique du Sud                    | Angleterre – Argentine | 24 – 18 | Coupe du monde (poule B)                       |
| 7  | 14 décembre 1996  | Stade de Twickenham, Londres — Angleterre                      | Angleterre – Argentine | 20 – 18 | Test match                                     |
| 8  | 31 mai 1997       | Ferrocaril Oeste, Buenos Aires — Argentine                     | Argentine – Angleterre | 20 – 46 | Test match                                     |
| 9  | 7 juin 1997       | Ferrocaril Oeste, Buenos Aires — Argentine                     | Argentine – Angleterre | 33 – 13 | Test match                                     |
| 10 | 25 novembre 2000  | Stade de Twickenham, Londres — Angleterre                      | Angleterre – Argentine | 19 – 0  | Test match                                     |
| 11 | 22 juin 2002      | Vélez Sarsfield, Buenos Aires — Argentine                      | Argentine – Angleterre | 18 – 26 | Test match                                     |
| 12 | 11 novembre 2006  | Stade de Twickenham, Londres — Angleterre                      | Angleterre – Argentine | 18 – 25 | Test match                                     |
| 13 | 6 juin 2009       | Old Trafford, Manchester — Angleterre                          | Angleterre – Argentine | 37 – 15 | Test match                                     |
| 14 | 13 juin 2009      | Ernesto Maltearena, Salta — Argentine                          | Argentine – Angleterre | 24 – 22 | Test match                                     |
| 15 | 14 novembre 2009  | Stade de Twickenham, Londres — Angleterre                      | Angleterre – Argentine | 16 – 9  | Test match                                     |
| 16 | 10 septembre 2011 | Carisbrook, Dunedin — Nouvelle-Zélande                         | Argentine – Angleterre | 9 – 13  | Coupe du monde (poule B)                       |
| 17 | 8 juin 2013       | Ernesto Maltearena, Salta — Argentine                          | Argentine – Angleterre | 3 – 32  | Test match                                     |
| 18 | 15 juin 2013      | José Amalfitani, Vélez Sarsfield — Argentine                   | Argentine – Angleterre | 26 – 51 | Test match                                     |
| 19 | 9 novembre 2013   | Stade de Twickenham, Londres — Angleterre                      | Angleterre – Argentine | 31 – 12 | Test match                                     |
| 20 | 26 novembre 2016  | Stade de Twickenham, Londres — Angleterre                      | Angleterre – Argentine | 27 – 14 | Test match                                     |
| 21 | 10 juin 2017      | Stade du bicentenaire, San Juan — Argentine                    | Argentine – Angleterre | 34 – 38 | Test match                                     |
| 22 | 17 juin 2017      | Stade Brigadier General Estanislao López, Santa Fe — Argentine | Argentine – Angleterre | 25 – 35 | Test match                                     |
| 23 | 11 novembre 2017  | Stade de Twickenham, Londres — Angleterre                      | Angleterre – Argentine | 21 – 8  | Test match                                     |
| 24 | 5 octobre 2019    | Stade de Tokyo, Tokyo — Japon                                  | Angleterre – Argentine | 39 – 10 | Coupe du monde (poule C)                       |
| 25 | 6 novembre 2022   | Stade de Twickenham, Londres — Angleterre                      | Angleterre – Argentine | 29 – 30 | Test match                                     |
| 26 | 9 septembre 2023  | Stade Vélodrome, Marseille — France                            | Angleterre – Argentine | 27 – 10 | Coupe du monde (poule D)                       |
| 27 | 27 octobre 2023   | Stade de France, Saint-Denis — France                          | Argentine – Angleterre | 23 – 26 | Coupe du monde (match pour la troisième place) |
| 28 | 5 juillet 2025    | Estadio Jorge Luis Hirsch, La Plata — Argentine                | Argentine – Angleterre | 12 – 35 | Test match                                     |
| 29 | 12 juillet 2025   | Stade du bicentenaire, San Juan — Argentine                    | Argentine – Angleterre | 17 – 22 | Test match                                     |

### Confrontations non-officielles
| No | Date            | Lieu                             | Match                  | Score   | Compétition |
| -- | --------------- | -------------------------------- | ---------------------- | ------- | ----------- |
| —  | 14 octobre 1978 | Twickenham, Londres — Angleterre | Angleterre – Argentine | 13 – 13 | Test match  |